# ديفال باتريك
وهو سياسي أمريكي ينتمي إلى الحزب الديمقراطي ولد ديفال باتريك في 31 يوليو - تموز من سنة 1955 في مدينة شيكاغو في ولاية ألينوي الأمريكية وقد أصبح ديفال باتريك حاكما على ولاية ماساشوستس الأمريكية في 7 يناير - كانون الثاني من سنة 2007.

## النشأة والتعليم
ولد باتريك في 31 يوليو 1956 في القسم الجنوبي من شيكاغو، حيث كانت عائلته تسكن في شقة متواضعة تتألف من غرفتي نوم في مشاريع السكن الشبابي.
كان والده يعمل كعازف في فرقة صن را، وفي عام 1959 تخلى والد باتريك عن عائلته من أجل عزف الموسيقى في مدينة نيويورك. كان علاقة ديفال متوترة مع والده الذي عارض دخوله للمدرسة الثانوية، لكنهما تصالحا في النهاية. تولت والدته التي تعود جذورها إلى العبيد الأمريكيين في ولاية كنتاكي تربيته.
عنما كان باتريك في المدرسة الإعدادية أرسله أحد أساتذته إلى منظمة بتر تشانس وهي منظمة وطنية غير ربحية لتطوير القادة من بين طلاب الأقليات الموهوبين أكاديمياً، ما مكنه من الالتحاق بأكاديمية ميلتون في ماساتشوستس. تخرج باتريك من أكاديمية ميلتون في عام 1974، والتحق بجامعة هارفارد، وتخرج بدرجة بكالوريوس في الآداب مع امتياز في الأدب الإنجليزي والأمريكي في عام 1978، ثم أمضى عاماً في العمل مع الأمم المتحدة في إفريقيا. عاد باتريك إلى الولايات المتحدة في عام 1979  والتحق بكلية الحقوق بجامعة هارفارد، وأثناء وجوده في كلية الحقوق انتخب رئيساً لمكتب هارفارد للمساعدة القانونية، إذ عمل أولاً في الدفاع عن العائلات الفقيرة في مقاطعة ميدلسكس، ماساتشوستس، وفاز بجائزة أفضل كاتب في مسابقة آميس مووت كورت في عام 1981.
تخرج باتريك من كلية الحقوق بجامعة هارفارد بدرجة امتياز في عام 1982. ورسب في امتحان نقابة المحامين بولاية كاليفورنيا مرتين، قبل أن ينجح في محاولته الثالثة. عمل باتريك بعد ذلك كاتباً قانونياً للقاضي ستيفن راينهاردت في محكمة الاستئناف الأمريكية للدائرة التاسعة لمدة عام واحد، وفي عام 1983 انضم إلى موظفي صندوق الدفاع القانوني حيث عمل في مجال قضايا عقوبة الإعدام وحقوق التصويت.
التقى باتريك بيل كلينتون - حاكم أركنساس آنذاك - عندما رفع دعوى قضائية ضد كلينتون في قضية تصويت، وفي عام 1986 انضم إلى شركة هيل آند بارلو للمحاماة في بوسطن وعُين شريكاً في عام 1990 عندما كان عمره يناهز 34 عاماً.

## مهنته

### إدارة كلينتون
رشح الرئيس بيل كلينتون باتريك مساعداً للمدعي العام للولايات المتحدة لقسم الحقوق المدنية في عام 1994، ثم وافق عليه مجلس الشيوخ الأمريكي لاحقاً. عمل باتريك أيضاً في قضايا تشمل التمييز العنصري، وسوء سلوك الشرطة، ومعاملة المجرمين المسجونين.
ترأس باتريك تحقيقاً بين عامي 1995 و1997 في سلسلة من الحرائق لكنائس للسود في الولايات الجنوبية. اشترك في التحقيق عدد من الوكالات الحكومية والفيدرالية، وكان أكبر تحقيق فيدرالي في التاريخ حتى 11 سبتمبر، وفي النهاية ألقي القبض على أكثر من 100 شخص، ولكن دون العثور على أدلة ترجح وجود مؤامرة وطنية أو إقليمية.

### عمله في القانون
عاد باتريك إلى بوسطن في عام 1997 للانضمام إلى شركة بيري وهاوارد، وعُين لاحقاً من قبل محكمة المقاطعة الفيدرالية ليكون رئيساً لفريق تكساكو للمساواة والإنصاف للإشراف على تنفيذ شروط تسوية التمييز العنصري، من خلال العمل مع الموظفين على جميع المستويات. عمل باتريك مع فريق العمل التابع له على إصلاح ثقافة توظيف الشركات المعقدة في تكساكو، وخلق نموذجاً لتعزيز عدالة العمل.
انتقده بعض النشطاء المدافعين عن حقوق المثليين بسبب عضويته في مجلس إدارة شركة يونايتد إيرلاينز، والتي كانت ترفض تقديم العروض والميزات للمثليين، لكن باتريك نجح في تشجيع  الشركة على تقديم مثل هذه المزايا لجميع الموظفين والمواطنين، ما يجعلها أول شركة طيران تفعل ذلك.